# Vilanova de Meià
Vilanova de Meià és una vila i municipi de Catalunya situat a la comarca de la Noguera. Se situa al vessant sud de la serra del Montsec de Meià. Inclou l'entitat municipal descentralitzada de Santa Maria de Meià, que fou un municipi independent fins al 1926.

## Geografia
- Llista de topònims de Vilanova de Meià (Orografia: muntanyes, serres, collades, indrets..; hidrografia: rius, fonts...; edificis: cases, masies, esglésies, etc).

## Història
Vilanova de Meià ha estat el centre administratiu i sobretot econòmic de la Coma de Meià durant els últims vuit-cents anys. La població és una vila nova fundada al final del segle xi o principis del segle xii per Ramon de Meià, que va créixer al voltant del castell de la Mota i de l'església de Sant Salvador. Estava tancada pels portals d'Ajós, el de la Font de Caps, el de Ratera, a més del portalet de la Creu, el més primitiu, que estava a l'extrem del carrer del Forn. La família Meià van exercir la jurisdicció civil i criminal sobre la seva gent i terme fins al final del segle xii, que va passar als Cervera per matrimoni d'Ermessenda de Meià amb Guillem II de Cervera. Fins a principis del segle xiv, va pertànyer a la família Cervera, i destacà entre les seus membres Jaume de Cervera, notable personatge dins el comtat d'Urgell i la corona d'Aragó en temps del rei Jaume I, i que està enterrat a l'església del priorat Santa Maria de Meià.
El 1312 va passar a ser una vila reial i Jaume el Just li concedeix una carta de poblament. Alfons el Benigne l'integra al marquesat que crea per al seu fill Ferran (1330), el centre del qual és Camarasa; per això, en el segle xiv, Vilanova era cap de la sotsvegueria de Meià, dins de la vegueria de Camarasa. Després s'integrà dins la vegueria de Lleida i, a partir de la Nova Planta, del seu corregiment. El 1374, el rei Pere el Cerimoniós li va concedir el privilegi de realitzar una fira el dia de Sant Martí (actual fira de la Perdiu).
A la fi del segle xiv, Vilanova tenia 99 focs o cases habitades (cap als 500 habitants). El 1426, el rei Alfons el Magnànim va empenyorar Vilanova en el capítol de Canonges de la Seu d'Urgell, els quals en van exercir la jurisdicció, en nom del rei. Tenia administració municipal autònoma (paeria) des del segle xiv i va tenir notaria fins en acabar el segle xix. Pel que fa a l'administració eclesiàstica, sempre havia format part del priorat de Meià.
Amb la desaparició de l'antic règim, el 1834, Vilanova de Meià va passar a ser municipi. Durant la Guerra dels Set Anys (1833-1840), la vila era liberal i es va declarar partidària de la reina Isabel II, per això va patir moltes destrosses a mans de les partides carlines manades per Josep Borges.
L'escut actual del lleó rampant, traient l'àguila imperial franquista, va ser instaurat per Delfí Sole Puig, síndic de La Vansa, poeta, historiador i alcalde del municipi, resident a Lluçars.
Al 2019 hi havia una població de 389 habitants.

### Formació del terme municipal
| Entitat de població | Habitants (2023) |
| Vilanova de Meià    | 217              |
| Santa Maria de Meià | 78               |
| Argentera           | 54               |
| Gàrzola             | 38               |
| Tòrrec              | 29               |
| Lluçars             | 15               |
| Boada               | 10               |
| Font: Idescat       |                  |

El municipi actual de Vilanova de Meià es va formar a partir del decret del 21 d'abril de 1834, mitjançant el qual s'abolien les antigues jurisdiccions senyorials i es creava la nova divisió administrativa de províncies, partits judicials i municipis. Per a formar un nou municipi, els pobles havien de tenir un mínim de deu famílies, condició que reunien els pobles d'una gran part de l'antic priorat de Meià (Santa Maria de Meià amb Peralba, Vilanova de Meià) i l'antiga baronia de la Vansa (Boada, Lluçars, Tòrrec, Gàrzola i Argentera). El 1926, els pobles de Santa Maria de Meià, la baronia de la Vansa i Vilanova de Meià, van presentar una instància col·lectiva demanant la fusió dels tres ajuntaments. La nova entitat municipal va ser oficial l'1 de juliol de 1926.

## Llocs d'interès
- Monuments megalítics de l'edat del bronze: la Lloella del Llop I i II, el dolmen de sòl Joaquim, el dolmen del Cogulló.
- La vila vella de Meià, situada al puig de Meià, origen de l'actual Vilanova, destruïda i abandonada al final del segle xiv. Es pot visitar les restes del castell de Meià (segle xi), les muralles i torres que envoltaven la població, les ruïnes de moltes de les antigues cases, especialment ca la Carlana.
- Mereix una menció especial l'església de Sant Cristòfol, avui ermita de la Verge del Puig de Meià. Temple romànic del segle xi, amb vestigis preromànics, molt original per la seva arquitectura i els relleus incisos als capitells i les impostes, així com una enigmàtica inscripció.
- Vilanova de Meià, la nova vila formada als peus del turó de Meià amb els antics carrerons amb coberts i portals medievals, i amb les restes de l'antic castell de la Mota situat al nord de l'església i ara en restauració, convertit en un magnífic mirador.
- L'església de Sant Salvador, temple romanicogòtic (momument nacional).
- El Parc Recreatiu Municipal, amb unes de les piscines municipals més antigues de les terres de Lleida (42 anys).
- Pedrera de Rúbies.

## Activitats
Vilanova disposa d'un Refugi-Alberg de Joventut, on els practicants dels esports d'aventura poden fer el centre de les seves activitats. L'Aplec Excursionista dels Països Catalans que es va celebrar al Montsec de Meià (font de sòl Sitó) l'11 de setembre de 1981, va donar a conèixer la Coma com un indret ideal per a practicar molts esports d'aventura. L'espeleologia té moltes possibilitats en els nombrosos cingles. Es poden realitzar múltiples rutes excursionistes visitant paratges de gran bellesa natural, tant a peu com amb bicicleta de muntanya. El vol amb ala de pendent (parapent) i amb ala delta es practica des dels cims del Cogulló, del puig de Meià i de Sant Alís. Però l'esport d'aventura per excel·lència és l'escalada a les impressionants parets de la roca dels Arç, les cingleres de l'Escala del Pas Nou i les del Rocar i la cova de les Monges a Fabregada.
La roca més coneguda i amb més vies és la Roca dels Arçs, mal dita Roca dels Arcs. La seva confusió és a causa de la pèrdua de la grafia de la coma inferior al pas dels anys, sobretot pels estils mecanografiats de l'època que no incloïen aquesta grafia (ç) i també, fonèticament la sonoritat [ars], va esdevenir a [arks], però després de diversos estudis on s'aprecia que la roca no mostra cap arc, documentació històrica i fins i tot l'ICGC (Institut Cartogràfic i Geològic de Catalunya Arxivat 2020-01-03 a Wayback Machine.) que ho detalla en el mapa com a "Roca dels Arços". La prova n'és que la seva part superior està poblada per arços (Crataegus monogyna), i d'aquí en va prendre el nom.
Les ressenyes (llibre amb les guies per a poder fer les vies) es troben a l'Ajuntament, però sobretot al Bar Cirera, lloc de punt de reunió dels escaladors, on els mateixos l'actualitzen a diari.
També hi ha el refugi del Puig de Meià, just al costat de l'ermita, on s'hi pot accedir de manera lliure i pública demanant la clau a l'Ajuntament o al Sindicat.

## Demografia
| 1497 f | 1515 f | 1553 f | 1717 | 1787 | 1857  | 1877  | 1887  | 1900  | 1910  |
| ------ | ------ | ------ | ---- | ---- | ----- | ----- | ----- | ----- | ----- |
| 88     | 118    | 181    | 643  | 842  | 2.076 | 2.148 | 1.751 | 1.690 | 1.529 |

| 1920  | 1930  | 1940  | 1950  | 1960 | 1970  | 1981 | 1990 | 1992 | 1994 |
| ----- | ----- | ----- | ----- | ---- | ----- | ---- | ---- | ---- | ---- |
| 1.448 | 1.303 | 1.124 | 1.116 | 930  | 1.345 | 522  | 508  | 496  | 496  |

| 1996 | 1998 | 2000 | 2002 | 2004 | 2006 | 2008 | 2010 | 2012 | 2014 |
| ---- | ---- | ---- | ---- | ---- | ---- | ---- | ---- | ---- | ---- |
| 485  | 478  | 473  | 438  | 433  | 432  | 405  | 420  | 423  | 422  |

| 2016 | 2018 | 2020 | 2022 | 2024 | 2026 | 2028 | 2030 | 2032 | 2034 |
| ---- | ---- | ---- | ---- | ---- | ---- | ---- | ---- | ---- | ---- |
| 414  | 395  | 415  | 413  | 466  | -    | -    | -    | -    | -    |